# Гусева, Прасковья Владимировна
Прасковья Владимировна Гусева (род. 11 октября 1921 года, Тверская область-?) — раскройщица Ленинградского обувного объединения «Скороход» Министерства лёгкой промышленности РСФСР, город Ленинград. Герой Социалистического Труда (1971).

## Биография
Родилась в 1921 году в одном из сельских населённых пунктов на территории современной Тверской области. В 1936 году поступила на учёбу в школу фабрично-заводского обучения при фабрике «Пролетарская победа», по окончании которой трудилась раскройщицей на этой же фабрике. Обучалась на заочном отделении техникума лёгкой промышленности в Ленинграде. После начала Великой Отечественной войны ушла добровольцем на фронт. Служила медицинской сестрой в составе эвакуационного госпиталя № 1448 Белорусского фронта.
После войны возвратилась в Ленинград, где продолжила трудиться раскройщицей на фабрике «Пролетарская победа», которая в 1962 году вошла в состав Ленинградского обувного объединения «Скороход». В 1952 году вступила в КПСС.
В 1970 году выполнила 9 годовых производственных заданий Восьмой пятилетки (1966—1970). Указом Президиума Верховного Совета СССР от 5 апреля 1971 года «за выдающиеся успехи в досрочном выполнении заданий пятилетнего плана и большой творческий вклад в развитие производства тканей, трикотажа, обуви, швейных изделий и другой продукции легкой промышленности» удостоена звания Героя Социалистического Труда с вручением ордена Ленина и золотой медали «Серп и Молот».
Неоднократно избиралась депутатом Ленинградского городского и районных советов народных депутатов, членом Ленинградского горкома КПСС, с 1971—1976 года — членом Президиума ЦК профсоюза работников лёгкой и обувной промышленности, делегатом XXIII съезда КПСС.
После выхода на пенсию проживала в Ленинграде.
Награды
- Герой Социалистического Труда
- Орден Ленина
- Орден Отечественной войны 2 степени (11.03.1985)
- Орден Трудового Красного Знамени (21.06.1957)
- Медаль «За боевые заслуги» (13.08.1945)
- Медаль «За оборону Ленинграда» (22.12.1942)